# Boris Iwanowitsch Piip
Boris Iwanowitsch Piip (russisch Борис Иванович Пийп; * 24. Oktoberjul. / 6. November 1906greg. in St. Petersburg; † 10. März 1966 in Petropawlowsk-Kamtschatski) war ein russischer Geologe und Vulkanologe.

## Leben
Piips Vater Johann Kai Piip stammte aus einer estnischen Bauernfamilie und arbeitete als Tischler in einer Klavierfabrik. Piips Mutter Anna Mürk starb bereits 1908, so dass der Vater dann Maria Tideniga heiratete. Piip verbrachte seine ersten Kindheitsjahre bei den Großeltern in Estland, bei denen er nur estnisch sprach, und kam erst als Sechsjähriger nach St. Petersburg zurück. Der Vater war während des Ersten Weltkrieges Soldat, arbeitete dann als Mechaniker in verschiedenen militärischen Einrichtungen und starb 1928, während die Stiefmutter 1942 während der Leningrader Blockade starb.
Piip absolvierte 1924–1926 das Leningrader Mechanik-Technikum. Nachdem das Studium an höheren Bildungseinrichtungen freigestellt worden war, studierte Piip nach Bestehen der Zulassungsprüfung am Leningrader Bergbauinstitut mit Abschluss 1931 als Bergbauingenieur-Petrograph. Er nahm sogleich an der Forschungsexpedition Alexander Nikolajewitsch Sawarizkis 1931 nach Kamtschatka teil, bei der er die Methodik zur Untersuchung aktiver Vulkane kennenlernte und selbständig die Nalytschewskije-Thermalquellen untersuchte. Es folgte die Aspirantur am dortigen Lehrstuhl für Petrographie mit Abschluss 1934. Er wurde Assistent und lehrte dann dort, bis ab 1936 die länger dauernden Forschungsaufenthalten auf Kamtschatka und im Ural dies nicht mehr zuließen.
Ab 1940 arbeitete Piip im Laboratorium für Vulkanologie der Akademie der Wissenschaften der UdSSR (AN-SSSR). Daneben war er Chef der vulkanologischen Station auf Kamtschatka (1940–1946 und 1950–1954). 1945 wurde er Mitglied der KPdSU und 1958 Korrespondierendes Mitglied der AN-SSSR. 1962 wurde er Direktor des Instituts für Vulkanologie der AN-SSSR in  Petropawlowsk-Kamtschatski. 1963 wurde er Mitglied der International Association of Volcanology and Chemistry of the Earth’s Interior.
Im Mittelpunkt der wissenschaftlichen Arbeit Piips stand die Erforschung der Vulkane, der Thermalquellen und der geologischen Struktur Kamtschatkas. Er untersuchte eingehend etliche Vulkanausbrüche im Hinblick auf deren Dynamik, Physik und Chemie.
Piip war verheiratet mit Anna Petrowna (1908–1991) und wurde auf dem Moskauer Nowodewitschi-Friedhof begraben.

## Ehrungen und Preise
- Piips Namen tragen ein submariner Vulkan östlich von Kamtschatka, ein Gletscher und ein Nebenkrater der Kljutschewskaja Sopka sowie das Mineral Piypit[6] vom Tolbatschik.
- Orden des Roten Sterns
- Preis des Präsidiums der AN-SSSR (1956) für die Monografie über die  Kljutschewskaja-Vulkangruppe